# Ovtočići
Ovtočići este un sat din comuna Bar, Muntenegru. Conform datelor de la recensământul din 2003, localitatea are 57 de locuitori (la recensământul din 1991 erau 142 de locuitori).

## Demografie
În satul Ovtočići locuiesc 56 de persoane adulte, iar vârsta medie a populației este de 63,6 de ani (62,7 la bărbați și 64,3 la femei). În localitate sunt 34 de gospodării, iar numărul mediu de membri în gospodărie este de 1,68.
|  |

| Demografie | Demografie | Demografie |
| An         | Locuitori  | Locuitori  |
| ---------- | ---------- | ---------- |
|            |            |            |
|            |            |            |
|            |            |            |
|            |            |            |
| 1948       | 359        |            |
| 1953       | 335        |            |
| 1961       | 277        |            |
| 1971       | 225        |            |
| 1981       | 149        |            |
| 1991       | 142        | 142        |
| 2003       | 57         | 57         |

| \| Componența etnică conform recensământului din 2003[2] \| Componența etnică conform recensământului din 2003[2] \| Componența etnică conform recensământului din 2003[2] \| Componența etnică conform recensământului din 2003[2] \| Componența etnică conform recensământului din 2003[2] \| \| ----------------------------------------------------- \| ----------------------------------------------------- \| ----------------------------------------------------- \| ----------------------------------------------------- \| ----------------------------------------------------- \| \| \| \| \| \| \| \| Muntenegreni \| Muntenegreni \| \| 53 \| 92,98% \| \| Sârbi \| Sârbi \| \| 3 \| 5,26% \| \| Iugoslavi \| Iugoslavi \| \| 1 \| 1,75% \| \| necunoscută \| necunoscută \| \| 0 \| 0% \| |              |  |    |        |
| Componența etnică conform recensământului din 2003 |              |  |    |        |
| |              |  |    |        |
| Muntenegreni | Muntenegreni |  | 53 | 92,98% |
| Sârbi | Sârbi        |  | 3  | 5,26%  |
| Iugoslavi | Iugoslavi    |  | 1  | 1,75%  |
| necunoscută | necunoscută  |  | 0  | 0%     |